# Djerelo (arie protejată)
Djerelo (în ucraineană Джерело, în română Izvorul) este o arie protejată de tip botanic de importanță locală din raionul Adâncata, regiunea Cernăuți (Ucraina), situată la vest de satul Valea Cosminului. Este administrat de „Silvicultura Cernăuți”.
Suprafața ariei protejate constituie 149 de hectare, fiind creată în anul 1984 prin decizia comitetului executiv regional. Statutul a fost atribuit conservării unei porțiuni a pădurii de fag.